# Pesce (alimento)

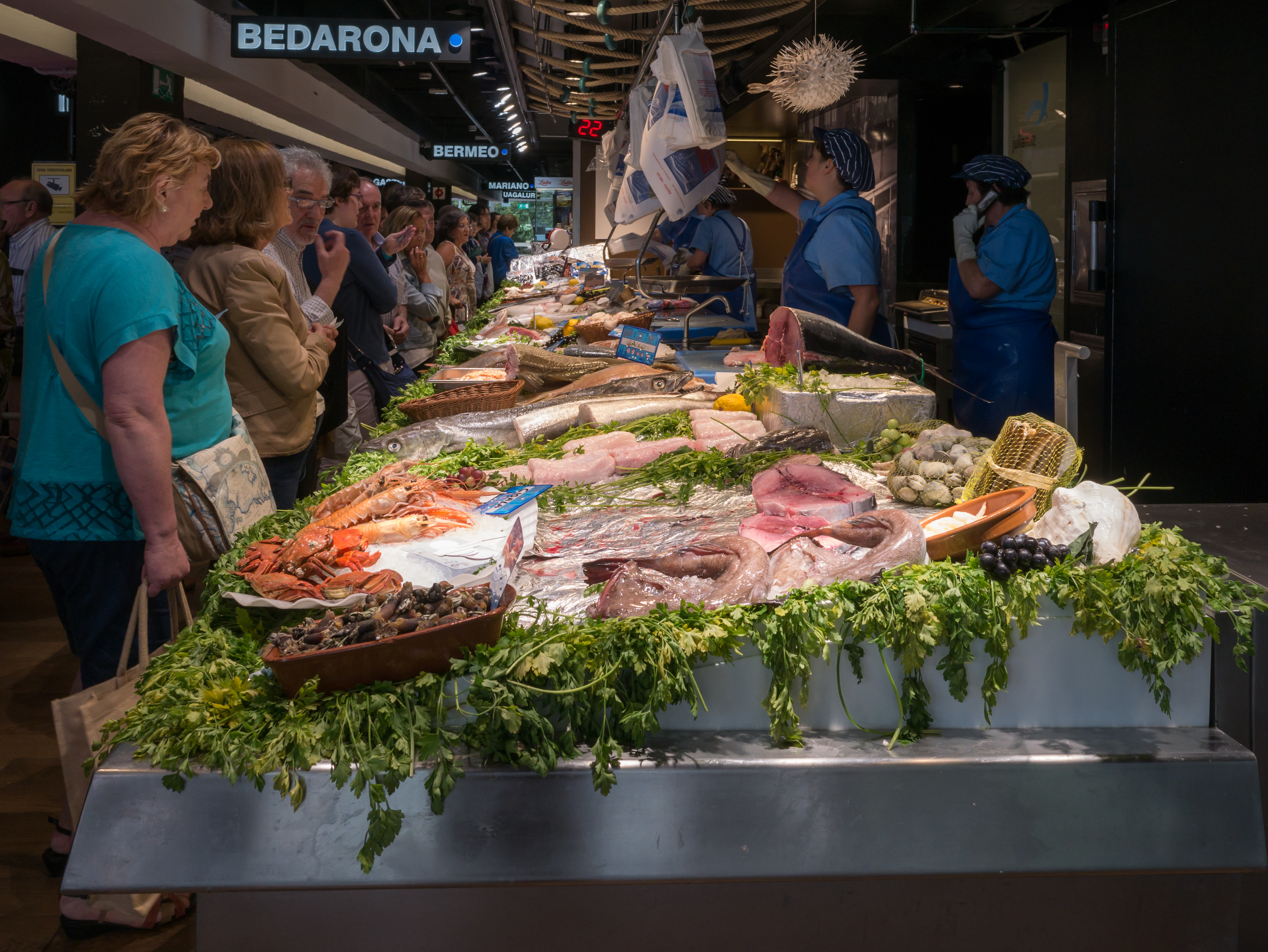
Pescheria

Con il termine pesce, inteso in senso alimentare, si comprendono gli alimenti derivanti dalla pesca, comprendenti sia l'eterogeneo gruppo dei pesci (sia ossei che cartilaginei) sia tutti gli animali marini o di acqua dolce, selvatici o di allevamento, quali ad esempio molluschi cefalopodi (calamari, totani, polpi, seppie, moscardini), crostacei (gamberi, scampi, aragoste, astici, granchi e granseole, canocchie) e tutte le forme, parti e prodotti commestibili di tali animali spesso denominati frutti di mare, se da esso derivanti.

## Normativa europea
Per la normativa europea dal gruppo, definito Prodotti della pesca, si escludono i molluschi bivalvi vivi (mitili e vongole), gasteropodi marini vivi, echinodermi vivi (ricci di mare), tunicati vivi (ascidie come l'uovo di mare) e tutti i mammiferi, rettili e anfibi, che costituiscono categorie differenti.